# Єльський Олександр Карлович
Олекса́ндр Ка́рлович Е́льський (біл. Алякса́ндр Ка́рлавіч Е́льскі; пол. Aleksander Jelski, рос. Александр Карлович Ельский; 16 червня 1834 маєток Дудзичі, Ігуменський повіт, Мінської губернії, Російської імперії — 10 вересня 1916, маєток Замостя, Ігуменський повіт, Мінська губернія, Російська імперія) — білоруський історик, літературознавець, краєзнавець, публіцист.
Один з перших істориків білоруської літератури і збирачів білоруських рукописів. Став батьком професійного білорусознавства наприкінці XIX — початку XX ст.
Користувався літературними псевдонімами Бузько з-під Пташиного («Bocian z nad Ptyczy» «Бусел з-над Пцічы»), Литвин-громадянин («Litwin-obywatel» «Літвін-грамадзянін») і «A. J.».

## Походження та сім'я

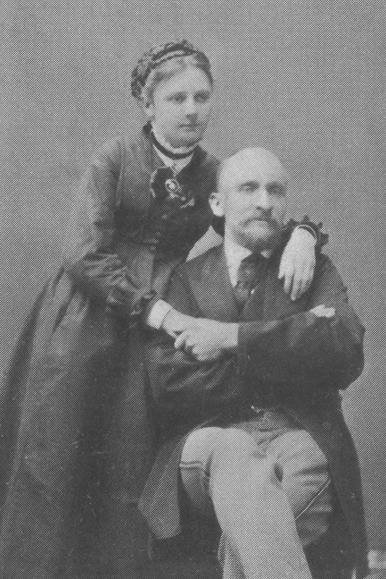
Олександр Ельський зі своєю дочкою Олександрою («Олесею»)

Належав докатолицького роду Ельських (герба «Пелеш»), який належав до середньозаможної шляхти Великого Князівства Литовського.
Дід Олександра Ельського Станіслав Володимирович Ельський (біл. Станіслаў Уладзіслававіч Ельскі) був пятигірським полковником у часи короля і великого князя Станіслава Августа (Понятовського) і був у шлюбі з графинею Розою Прозар, дочкою вітебського воєводи. Батько, Караль Станіслав Ельський (біл. Караль Станіслававіч Ельскі) був власником маєтків у Дудзичах і Замості (у Ігуменському повіті Мінської губернії), випускником Вільнюського університету (медичного факультету), скрипалем-аматором, отримав  у свій час професійну підготовку у відомих музикантів Кіфелінга і Дащінського, написав кілька творів для скрипки (досі відомий лише один твір «Полонез 1837 року»), був обраний дворянством ігуменського повіту на посаду ігуменського повітового хорунжого. Маєток Дудич Короля Станіславовича Єльського згідно інвентаризації від 1844 р. був досить значним — налічував 407 душ чоловічої статі і 411 душ жіночої, +1656 десятин землі; а маєток Замостя — 1372 десятин.
Олександр Ельський народився 4 (16) червня 1834 р. у маєткуДудичі в маєтній католицької дворянській родині Караль Станіславовича Ельського (1780—1855) і його дружини-німкені Людвіки Штейнберг (1808—1881), яка до того була гувернанткою в маєтку Ельських. Від цього шлюбу також народилися Михайло Ксаверій Зигмунт Ельський (1831—1904) — музикант і композитор, спадкоємець Дудичів; Юзеф Зигмунд Караль Ельський — молодим помер в 1885 р в Сибіру під час служби в російській армії; Станіслава Єльська (1828—1860) — вона вийшла за Михайла Грушвіцького.
При хрещенні у католицтвоау 1834 р. в костелі у Смиловичів отримав повне ім'я Олександр Вінцент Ельський (біл. Аляксандр Вінцэнт Ельскі).
У 1858 р. Олександр Каралевич Ельський оженився з Геленою Калячинською (25.06.1838—17.04.1901), яка мала від нього двох дітей:
- Олександра Ельска (1860—1899) — її чоловіком стане Зигмунт Глогер (1845—1910), знаний польський етнограф[16].
- Ян (Ян-Банавентура-Станіслав) Ельський (1864—1930-ті р.), який був адвокатом у Мінську і Гродно[16], — його жінкою стане Марія Пахневська, від якої буде мати сина Генріха Ельського (приблизно 1890—1939).

Олександр Ельський був щасливий у сімейному житті, а його діти були виховані в повазі до батьків і костелу. Його улюблена дочка (яку в сім'ї називали «Олесею») за гроші батьків кілька років виховувалася в католицькому монастирі в місті Версаль (Франція), а тому вільно володіла французькою мовою, мала літературні здібності, дуже рано почала допомагати батькові в описі музейних колекцій в Замості. Олеся Ельська написала цікавий нарис про маєток Дудич та його власників у минулому (представників шляхетських родів Зоренків, Букатих, Прозорів, Ельських). Чоловік Олесі Зигмунт Глогер став добрим другом Олександру Ельському, сват з ним листувався і навідував маєток Замостя. У віці 39 років Олеся померла від запалення легень, залишивши чоловікові Зигмунту Глогеру двох дітей— Яніну і Станіслава. Онуки Олександра Ельського (Яніна і Станіслав) не раз приїжджали з Варшавиы до свого діда у Замостя.

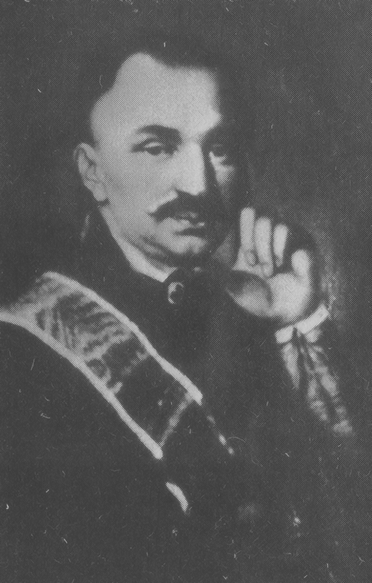
Скарбовы камісар (1792—1793) Рэчы Паспалітай Станіслаў Ельскі (?—1829) — дзед Аляксандра Ельскага (1834—1916)
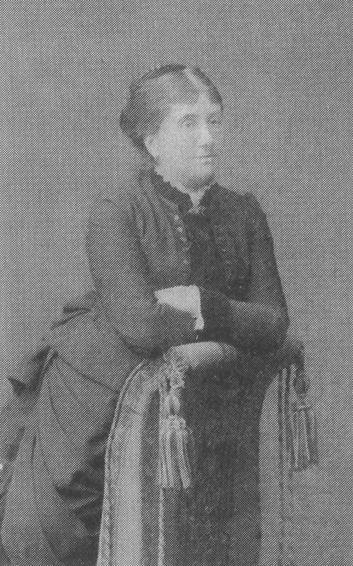
Гелена Калячынская (1838—1901) — жонка Аляксандра Ельскага (1834—1916)

## Освіта

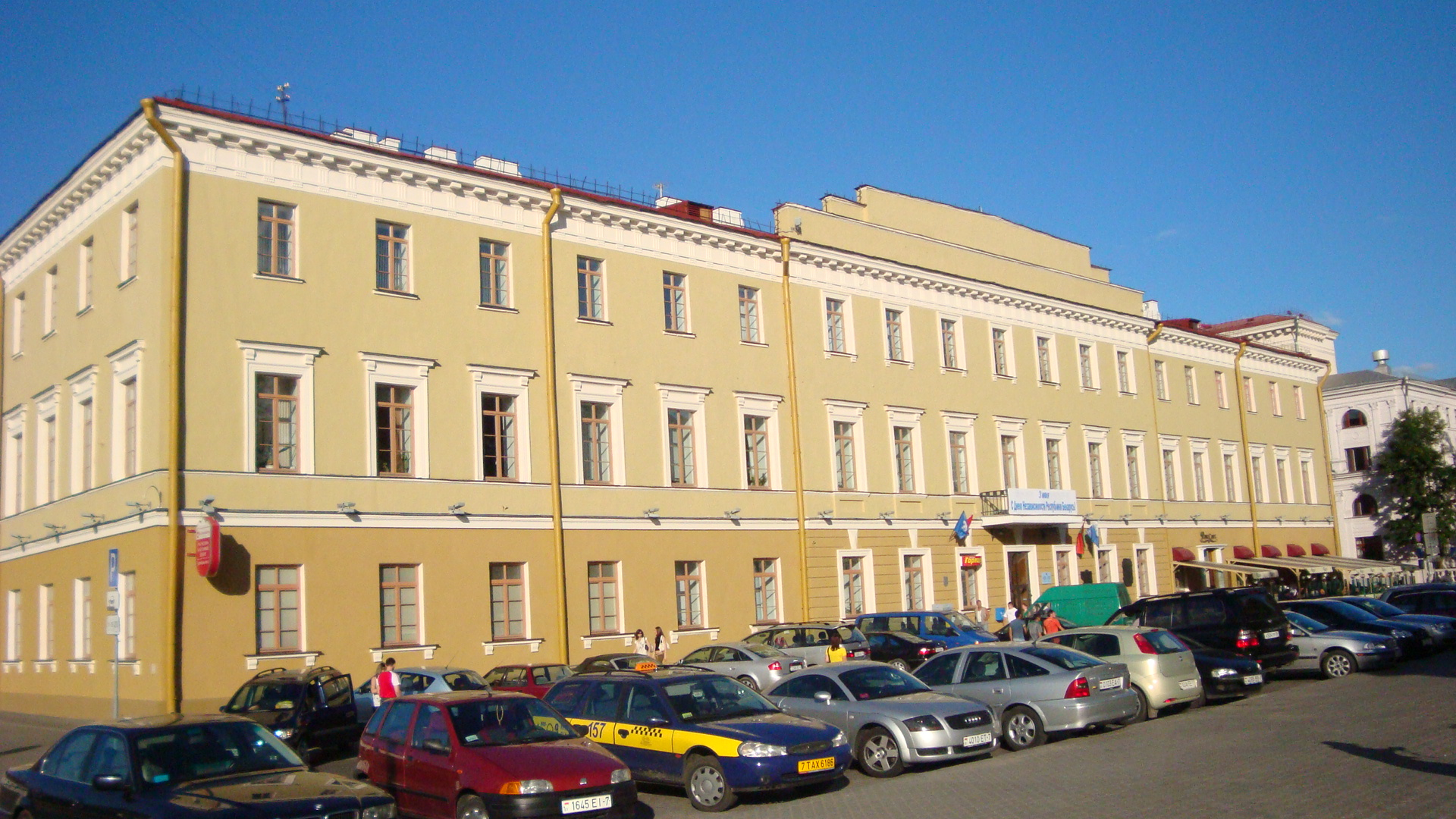
Колишній будинок мінської гімназії, де вчився Олександр Ельський. Фото 2008 р.

Початкову освіту отримав у німецькій гімназії у м. Лаздене (Східна Пруссія) — на думку Володимира Мархеля, ймовірно, у Лаздені жили родичі Олександрової матері-німкеня — Людвіки (Луізи).
Пізніше закінчив Мінську класичну гімназію (1852).

## Службова діяльність
Служив у 1852—1856 р. у російському війську, брав участь у Кримській війніе (1853—1856). Пішов у відставку і звані російського поручика.
Був мировим суддею ігуменського повіту (з 1861.).
У 1880 р. в Мінську було урочисто відкрито нову будівлю мінської реальної гімназії, на будівництво якої дворянство Мінської губернії витратило 50 тис. російських рублів. У опікунську раду мінської реальної гімназії увійшли три куратори: давні знайомі — Едвард Войнич, Ян Кукевіч і Олександр Ельський:  Олександр Ельський в 1882—1887 рр. був членом опікунської ради (куратором) реальної гімназії у Мінську.

## Маєток

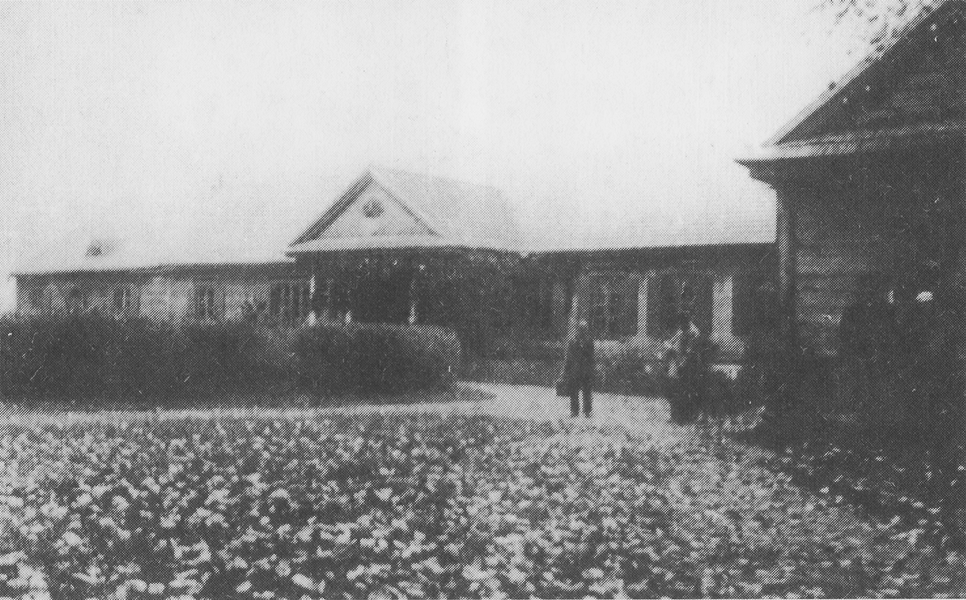
Сядзібны палац у маёнтку Замосце, фото початку XX ст.

Олександр Ельський отримав у 1857 р, після смерті батька, успадкував родовий маєток Замостя в Ігуменському повіті Мінської губернії (Російська Імперія). У 1860-ті рр. він побудував в Замості новий і затишний одноповерховий дерев'яний палац. У палаці була також влаштована домашня каплиця, де приїжджі священики таємно від російської влади хрестили і вінчали місцевих селян в уніатство, за що (в результаті розтину) Олександр Ельський міг втратити маєток і бути присуджений російською владою на каторгу в Сибір.
Після смерті Олександра Ельського в 1916 р маєток Замостя перейшов у володіння його сина — Яна, який працював адвокатом у Мінську, а пізніше у Гродномуе.

## Господарча діяльність
Олександр Ельський у своєму маєтку Замостя багато уваги і зусиль віддавав поліпшенню культури тваринництва і землеробства, догляду лісу, здійснював меліорацію ґрунту, вживав заходів щодо підвищення родючості ґрунту. Серйозно і успішно займався садівництвом, городництвом, рибництвом, займався благоустроєм парку, де заклав унікальну трав'янисту галявину. Побудував цегельний завод. Вів зразкове і прибуткове господарство; у своїй біографії не без гордості напише:  «Не маю нават гроша доўгу за маёнткам».
Був членом Мінського товариства сільського гаспадаркі.  В 1885 р. став членам російського Імператорського Вільно-Економічного товариства Санкт-Петербургу. У 1901 р. Ельський став  почесним куратором ігуменського повітового Товариства взаємострахування від пожарів.
Добровільно і безкорисливо довгі роки з кінця 1860-х рр. займався посередництвом при влаштуванні людей на роботу в різні приватні маєтки: отримував від маєтківців заявки на вакансії і підбирав кандидатів на посади лісників, економами, винокурів, прислуг і т. д., — для чого власнаруч писав протягом року до 3000 листів, намагаючись кожен раз підняти моральність обох сторін. Ельський висилав кандидатам на вакансію друковану анкету, де завжди запитував, чи п'є алкоголь і грає в карти кандидат.
Працював все життя, адже робота була для нього, як сам зазначив у листі до свого друга Яна Карловича в 1901 р після смерті його дружини Гелени, «звичкою».

## Білорусезнавство

### Публіцистична, наукова і літературна діяльність
Писати почав з юності,білоруською, російською та польською мовами. Добре знав французьку та німецьку мови.
Літературно-публіцистична діяльність Олександра Ельського почалася в 1860 р. з дописів в газету «Виленский вестник», присвячених переважно звільненню селян від кріпацтва, і підписувався літературними псевдонімами «Bocian z nad Ptyczy» (що значить «Бузьок з-над Птиці») і «Litwin-obywatel» (що значить «Литвин-громадянин»). У публіцистичному доробку він відстоював поліпшення селянської долі; по руках місцевих маєтників ходили і сатиричні вірші Ельського на маєтників, які тисли на селян. Був людиною ліберально-буржуазних поглядів, часами займав консервативну позицію.
У часи Студентського повстання (1863—1864) Олександр Ельський знаходився під наглядом російської поліції. Рідна сестра його дружини (Софія Калячинская) була одружена з його близьким родичем — Володимиром Людвикович Ельським (1820—1875), власником маєтку Ігнатичі в Мінському повіті Мінської губернії, який не підписав після придушення Січневого повстання вірнопідданство російському цареві, а тому був заарештований і засланий до Челябінськ. Олександр Ельський все життя опікувався дітьми Володимира Єльського — Вільгельмом Ельським (1867—1919), Владиславом, Петром і Кларою.
27 червня 1872, Олександр Ельський у віршованому посланні «Вінцуку Дуніну-Марцинкевичу, білоруському поетові» дякував поетові за його творчість, закликав Марцинкевича продовжувати літературну діяльність і говорив про можливість видання творів Вінцента Дуніна-Марцинкевича за межами Російської Імперії(у Лейпцигу). Свідченням високої оцінки поетичної творчості Марцинкевича і поваги були використані Ельським виразу «уклін від Гелікона» (знаменитої садиби муз), «старий Лірник» і «дід». Однак цей вірш був вперше надрукований тільки в 1920 р. Рамуальдом Зямкевичем у статті «Старий Мінськ у білоруських спогадах».
Діяльність Олександра Ельського проходила в похмурі часи реакції (1863—1905) в білоруських землях Російської Імперії після придушення Січневого повстання (1863—1864): насадження російського землеволодіння, дискримінація католиків, русифікаційної системи освіти та суспільного життя, відсутність в білорусько-литовських губерніях вищих навчальних установ, панування ідеології західнонорусизму, фактична заборона білоруськомовного друку, невикладання білоруської мови в школах і т.д.
З 1880-х рр. Олександр Єльський починає писати багато робіт польською та російською мовами, які присвячені минулому Білорусі, її історії, літературі, економіці, народу. З 1882 був журналістом консервативного польськомовного санкт-петербурзького журналу «Kraj» (1882), де опублікував багато ґрунтовних статей за білоруської проблематики: найбільш значущі й цікаві з них — «Про білоруську мову» (1885), «З білоруської літератури» (1889), «До питання про хронологію білоруського літератури» (1889), «Про білоруську етнографію» (1889), "" Марія «Мальчевського в перекладах малоросійською і білоруською» (1889). Часопис «Kraj» називав Олександра Ельського «найкомпетентнішим знавцем білоруських справ».  Саме в 1880-ті рр. його журналістська діяльність найбільш активна — співпрацював більш ніж з 20 періодичних виданнях. До значних статей того періоду також відносяться «словечко про старий Заславлі», «Нотатки про подорож по Мінській губернії», «Адам Міцкевич на Білорусі», «слівце про матеріали, які служать для дослідження білоруського мови, етнографії та літератури» (стаття з незначними змінами поміщений в сьомому томі польської «Великий загальної ілюстрованої енциклопедії» (1892)), «Історичні відомості про Радзівілловськая ткальню поясів у Слуцьку» (1893), «Історичні відомості про фабрику скла та оздоблювальних дзеркал в Уріччя Радзівілловськая на Литві» (1899).
Олександр Ельський став першим справжнім білоруським енциклопедистом: написав з 1890-х рр. понад 10 тис. історико-краєзнавчих статей про Білорусь для ґрунтовних і багатотиражних польських «Географічного словника Королівства Польського та інших слов'янських країн» (1880—1902) і «Великий загальної ілюстрованої енциклопедії», в тому числі такі великі і об'ємні статті в сьомому томі (1892 г.) «Великий загальної ілюстрованої енциклопедії» як «Білорусь», «Білоруська мова» і «Білоруський література і бібліографія». Свої нариси з історії білоруської літератури починав від празьких видань Франциска Скорини в XVI ст. Саме Олександр Ельський перший в Російській Імперії зайнявся всебічним і дійсно науковим дослідженням одночасно історії, мови, літератури, матеріальної культури, сільського господарства, промисловості, етнографії білорусів як самостійного народу у слов'янському світі — всебічно осмислив розвиток білоруської мови та літератури, популяризував розвиток білоруськомовної культури, став справжнім автором ідеології суб'єктності білорусів і білорусоцентричних концепції історії народу. Він присвятив цим дослідженням більш ніж півстоліття і став справжнім батьком професійного білорусознавства наприкінці XIX — початку XX ст.

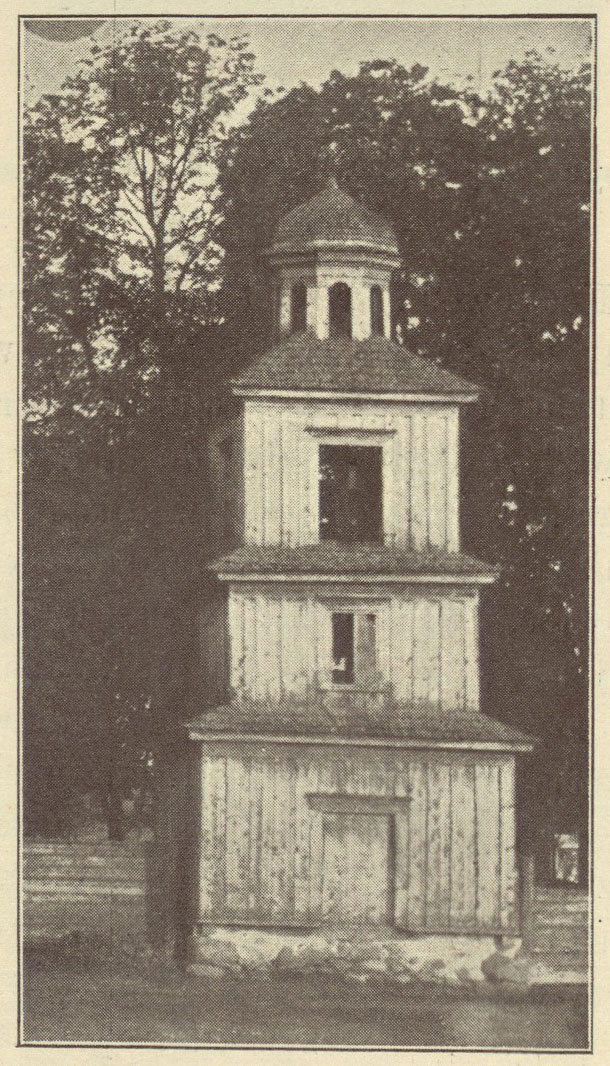
Світлина дзвіниці уДокшицях — автор Олександр Ельський. Надрукована в 1909 р. в книзі Зигмунда Глогера «Дерев'яне будівництво та вироби з дерева в колишній Польщі»

З 1880-х рр. Олександр Ельський наполегливо налаштовував і використовував контакти для збору пам'ятників білоруського та білоруськомовної писемності. Олександр Ельський був другом і першим біографом письменника Вінцента Дуніна-Марцинкевича (опублікував у журналі «Kraj» першу докладну біографію Марцинкевича ). Саме в Ельського виявилося збережена частина архіву Дуніна-Марцинкевича — рукописи зі знаменитого скрині (який в будинку Дуніна-Марцинкевича бачив під час навчання Ядвігін Ш.), у тому числі рукописи комедій «зальоту» і «Пінська шляхта». Ельський листувався з багатьма письменниками та журналістами (наприклад, збереглося близько 5000 листів від Адама Кіркора до Ельського). Про свою цілеспрямованість пошуків і зборів пам'ятників білоруськомовної писемності Ельський, наприклад, зазначив у своєму листі від 18 (30) липня 1884 до Вінсента Каратинского: «Я збираю всі твори нашої літератури, написані на білоруському білоруської, а у зв'язку з тим, що не маю красивого вірша Вашого з року 1 858 в честьАляксандра II <…>, передайте мені його, за що залишуся Вам вдячний назавжди». Був знайомий з оригінальною поезією і перекладами Янкі Лучыны.   У маєтку Єльського Єльського в Замості бували свого часу відомі тоді вчені брати Катарбінського, Маріан Здяховскага, Михайло Федоровський, антрополог Юліан Талька-Гринцевич, художник Генріх Вейсенгоф та ін. На адресу Єльського Єльського йшли листи, посилки, бандеролі з багатьох міст. Сучасники згадували, що Ельський проводив за грамотним столом по 12 годин на добу, був педантом у всьому, нумеруя навіть власну численну кореспонденцію. Багато років вів свій щоденник.
Наприкінці 1880 — початку 1890 рр. між Олександром Ельським і молодим Митрофаном Довнар-Запольської налагодилися контакти в історико-дослідній сфері, так Митрофан Довнар-Запольський робив спроби створення «білоруського колесо» і хотів реалізувати ідею видання білоруського журналу, наукового товариства та публічної бібліотеки в  Мінську, однак ідея не була реалізована. Пізніше Митрофан Довнар-Запольський охарактеризує у своїй «Історії Білорусі» Єльського Єльського як «білоруса польської культури, але повністю відданого білоруської справі». У своєму листі до Яна Карловича Олександр Ельський похвалив Довнар-Запольського за перше видання журналу-довідника «Північно-Західний календар» (1888).Довнар-Запольський хотів також опублікувати фарс-водевіль «Пінська шляхта» в журналі «Північно-Західний календар» на 1890, але отримав відмову в царського цензора. У 1891 р в журналі «Kraj» Олександр Ельський опублікував свою рецензію на роботу Митрофана Довнар-Запольського «Нариси історії кривицьке і дреговичское земель до кінця XII століття» і замітку про фольклористичного роботу Довнар-Запольського «Жіноча доля в піснях пінчуків», а після відвідування в 1892 Довнар-Запольської маєтки і музею в Замості (Ігуменський повіт) відзначив шанобливо про Довнар-Запольського в замітці в журналі «Kraj» У 1892 г.: «Пан Запольський, відомий вже декількома серйозними етнографічно-історичними роботами, заглянувши зараз і в нашу сторінку, знайшов цікавий етнографічний матеріал з вуст сільських казкарів, лірників та співачок».
За своєю ініціативою Олександр Ельський налагодив контакти і листування з молодим журналістом журналу «Kraj» Францішкам Багушэвічам.  Єльський у своєму листі від 16 (28) лютого 1890 до свого друга Яна Карловича висловився про майбутнє білоруського народу: «Світ знаходиться напередодні катаклізмів, після яких повинні прийти нові суспільні угруповання. Від цього поворотного пункту почнеться вільний національний рух, то і некалькімільённи білоруський народ розвине свій дух у природному напрямку. Згадаймо, в яких фатальних обставин знаходилося донедавна чеську мову: без літератури, майже без минулого і майбутнього, а сьогодні — виблискує серед першорядних мов світу і має чудову порівняно літературу і пресу. <…> Білорусь дочекається ще свого Шаўчэнкі». Саме друг Єльського Ян Карлович незабаром візьметься за організацію друку в 1891 р в Кракові першої збірки Франтішка Богушевич «Дудка білоруський», що став маніфестом білоруського національно-культурного відродження і сильним поштовхом розвитку професійної білоруськомовної культури.
 Між повідомленнями, примітками, статтями в журнали, газети та енциклопедії Олександр Ельський працював над своїми ґрунтовними польськомовним дослідженнями «Нарис розвитку крайової господарства у зіставленні з звичаями народу від первісних часів до останнього часу» (1893—1897, два томи) і «Замальовки звичаїв шляхти у зіставленні з економікою і долею народу в Польщі та Литвіе» (два томи), які були надруковані в 1890-ті рр. в Кракові (Австро-Угорщина).

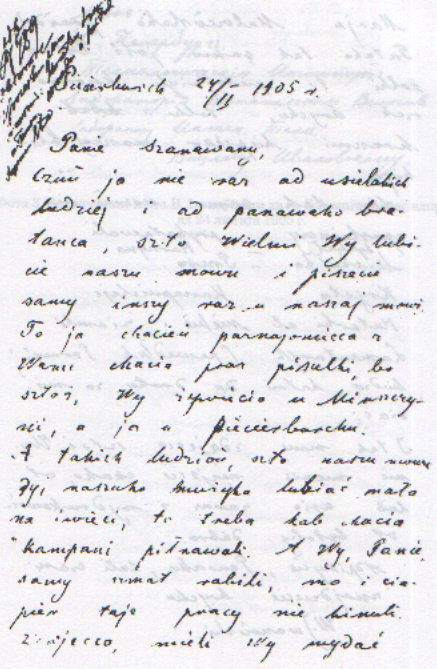
Початок першого листа Вацлава Івановського Олександра Єльського від 24 лютого 1905 в справі білоруського книговидання

 У 1890 Олександр Ельський зробив віршований переклад на білоруську мову першої частини польськомовної поеми Адама Міцкевича «Пан Тадеуш» і надрукував його в 1893 (на обкладинці — 1892) в Львові (Австро-Угорщина). Ельський у своєму листі від 16 (28) лютого 1890 до свого друга Яна Карловича не без гордості показав, що йому самому дуже подобається переклад, так само як і місцевим білоруським селянам, яким Ельський власне читав віршовані білоруськомовні рядки: «Не приймайте моїх слів за хвастощів, оскільки зізнаюся вам, що народ, коли я читаю, розуміє такого „Пана Тадеуша“, і сльози стоять в його очах». Ельський також переклав білоруською мовою сонет Адама Міцкевича «Буря на морі»: цінність перекладу була в тому, що вперше в білоруськомовної поезії з'явилася нова форма — сонет. Олександр Ельський також збирав сам і записував білоруський фольклор (пісні, оповіді, легенди, казки та приказки). У Вільнюсі вийшов білоруськомовний збірник Єльського «100 приказок, загадок, вигадок і гавендав для пожитку білоруського (кривицького) народу» (1908, Вільнюс).
У 1895 р Олександр Ельський зі свого архіву передав Митрофан Довнар-Запольського для опублікування рукописний примірник білоруськомовної анонімної поеми «Тарас на Парнасі», зроблений власне рукою Вінцента Дуніна-Марцинкевича і підписаний Мартінкевіча одному зі своїх псевдонімів "Наум ". Ельський був упевнений, що автором цієї поеми є  Вінцент Дунін-Марцинкевич. Запольський підтримав цю версію авторства поеми і опублікував поему і свою статтю «Дунін-Марцікевіч і його поема „Тарас на Парнасі“» в газеті «Вітебські губернські відомості» двома частинами в 1895 і 1896, а пізніше в 1896 р. окремим виданням у Вітебську, де подякував Ельського за наданий рукопис. (Зараз у білоруському літературознавстві вважається, що все ж Вінцент Дунін-Марцинкевич НЕ був автором поеми «Тарас на Парнасі», а лише зробив копію).
 Олександр Ельський був стурбований моральним і матеріальним станом селянства в Білорусі: опублікував свою статтю «Зауваження про селянське питанні» (1884); зробив кроки, щоб організувати освітні популярні видання для селянства на зразок переказаної їм на білоруську мову роботи польського економіста Ю. Супінскага «Сім вечорів» (рукопис Єльського з перекладом роботи Супінскага загубився). Вів наполегливу боротьбу проти пияцтва, порочних явищ у поведінці та побуті людей. Аляксандр Ельскі марыў, каб у кожнай вёсцы замест карчмы з гарэлкай з'явіліся корчмы, дзе можна будзе вяскоўцу-гаспадару вольным часам добра паесці, папіць піва, пачытаць газеты і кніжкі і пагаманіць з сувяскоўцамі аб патрэбах вёскі; хацеў, каб вясковы люд імкнуўся «рупіцца», «больш цывілізавацца». Пераклаў з польскай на рускую мову даследаванні польскага філосафа Ю. Ахаровіча «Каханне, злачынства і мараль» (1876), «Пра асноўныя супярэчнасці ў нашых ведах пра сусвет» (1877). Аляксандру Ельскаму належыць некалькі ўласных вершаваных і празаічных брашур на беларускай мове — «Сынок» (1895, Санкт-Пецярбург), «Выбіраймася ў прочкі» (1896, Санкт-Пецярбург і Віцебск), «Слова аб праклятай гарэлцы і аб жыцці і смерці п'яніцы» (1900, Санкт-Пецярбург). Усе гэтыя творы вытрыманы ў духу асветніцтва (з аўтара клопатам пра маральнае жыццё вёскі і аптымістычным поглядам у будучыню), хоць яны не вельмі дасканалыя па свайму мастацкаму ўзроўню. Ельскі распаўсюджваў гэтыя брашуры сярод беларускіх дваран і сялян у літаграфаваным выглядзе. У сваім лісце ад 12 мая 1896 г. Эдвард Вайніловіч (галоўны лідар Мінскага таварыства сельскай гаспадаркі) дзякаваў Аляксандру Ельскаму за прысылку беларускамоўных кніг і паабяцаў распаўсюдзіць іх сярод маянткоўцаў на пасяджэнні Мінскага таварыства сельскай гаспадаркі, прызнаючыся ў любові да той мовы: «Кожнаму гэтая мова мілая, кожны з нас засынаў у калысцы пад народныя песні нашых нянек, кожны на гэтай мове размаўляе з мясцовым сялянствам, а ўсе старажытныя родавыя дакументы звычайна напісаныя па-беларуску».
У 1906 г. суполка «Загляне сонца і ў наша ваконца» прапанавала Аляксандру Ельскаму напісаць папулярную кнігу пра Беларусь, якую суполка меркавала выдаць, але Ельскі саступіў напісанне такой кнігі Канстанцыі Скірмунт, аднак Канстанцыя Скірмунт не згадзілася напісаць такую кнігу.
У сваім творы «Гутарка аб тым, якая мае быць „Зямля і Воля“ сельскаму народу. Праўдзівы абразок, жыўцом зняты з цяперашняга жыцця вёскі на Белай Русі, даўняй Крывічызне» (1906, Вільня) разважаў адносна вырашэння аграрнага пытання ў Беларусі і асуджаў асобныя маральныя заганы тагачаснага грамадства: заклікаў да рэформ і рацыянальнага вядзення гаспадаркі, але выступаў супраць сацыялізму (з яго ідэяй нацыяналізацыі зямлі) і апраўдваў сацыяльную няроўнасць.
У 1892 г. Аляксандр Ельскі стаў правадзейным членам Гістарычнай камісіі і Камісіі гісторыі мастацтва філалагічнага аддзялення Акадэміі навук у Кракаве (Аўстра-Венгрыя). Быў абраны адным з трох старшынь на III з'ездзе польскіх гісторыкаў у Кракаве (Аўстра-Венгрыя). Ельскі таксама прыняў удзел у Расійскай Імперыі ў археалагічных з'ездах у Вільні (1893) і Рызе (1896). Сам Ельскі выказваўся, што ніколі не імкнуўся да высокіх навуковых пасад і званняў, а сваю дзейнасць называў парывам душы — «працай з ласкі Божай».
Па чутках, у Аляксандр Ельскага былі непрыязныя адносіны з Янкам Купалам. Быццам Ельскаму не падабаліся творы Купалы і яго погляды.

### Приватний музей у Замості
У 1864 г. у сваім маёнтку Замосце (Ігуменскі павет) Аляксандр Ельскі з родавых архіваў і збораў каштоўнасцей і цікавостак стварыў прыватны літаратурна-краязнаўчы музей, для якога збіраў экспанаты на працягу свайго жыцця, а таксама набываў кнігі для ўласнай бібліятэкі.
Аб маштабах збіральніцкай дзейнасці Ельскага сведчаць яго лісты, адрасаваныя вядомаму раманісту Юзафу Крашэўскаму, якія захоўваюцца ў бібліятэцы Ягелонскага ўніверсітэта ў Кракаве. У сваім набытку Ельскі меў звыш 2000 гравюр, эскізаў і малюнкаў галандскіх, англійскіх, польскіх і айчынных мастакоў; каля 60 карцін; каштоўныя калекцыі фарфору, манет, шкла, слуцкіх паясоў; бібліятэку ў 10 тыс. тамоў XVII—XIX стст. — у тым ліку старадрукі з XVII ст., амаль усе польскія і літоўска-беларускія хронікі, старажытныя юрыдычныя дакументы, дыярыюшы, розныя біяграфічныя даведнікі, энцыклапедыі, атласы, уніяцкія рэлігійныя выданні, першыя выданні твораў Адама Міцкевіча, вопісы архіваў, матэрыялы паўстанняў XIX ст. у Беларусі і франка-расійскай вайны 1812 года, багатыя іншыя матэрыялы па беларусазнаўстве; каля 20 тыс. аўтографаў і дакументаў — у тым ліку расійскага цара Пятра I, расійскага цара Паўла I, французскага караля Людовіка XVI і яго жонкі Марыі-Антуанэты, Напалеона I Банапарта, Марціна Лютэра, Джорджа Вашынгтона, Адама Міцкевіча, Тадэвуша Касцюшкі і інш.; асабістыя рэчы многіх вядомых асоб; археалагічныя экспанаты.
Музей і бібліятэка былі адкрыты для наведнікаў, і зборамі Аляксандра Ельскага карысталіся мясцовыя і замежныя вучоныя (Тадэвуш Корзан, Уладзімір Спасовіч, Зыгмунт Глогер і інш.), Кракаўская акадэмія, Маскоўскае этнаграфічнае таварыства, музей Румянцава ў Маскве, бібліятэка імя Асалінскіх «Асалінэум» ва Уроцлаве. З той прычыны маёнтак Замосце стаў сапраўдным культурным цэнтрам у беларуска-літоўскім краі.
У 1882 г. Аляксандр Ельскі завёў спецыяльную кнігу наведнікаў свайго музея ў Замосці («Кніга для запісу асоб, якія аглядаюць зборы ў Замосці, пачатая ў 1882 годзе»), першы запіс у якой быў зроблены 16 (28) ліпеня 1882 г. У кнізе наведнікаў ёсць аўтаграфічныя запісы наведнікаў на беларускай, польскай, рускай, нямецкай, французскай і нават дацкай мовах — сукупна 234 аўтографы: Якуб Наркевіч-Ёдка (запіс ад 1883 г.), Марыян Здзяхоўскі (1886, 1902), антраполаг Юліян Талька-Грынцэвіч (1891), Мітрафан Доўнар-Запольскі (14 ліпеня 1892 г.), гіполаг Леў Францішак Ельскі (12 верасня 1892 г.), Напалеон Чарноцкі (1901), Міхал Федароўскі (1902), дырэктар збораў імя Асалінскіх Войцех Кантшынскі, нумізмат граф Эмерык Чапскі, доктар філасофіі Стэфан Суржыцкі, Зыгмунт Каўроўскі, прафесар Томаш Семірадскі, літаратуразнавец Тадэвуш Грабоўскі, журналіст і калекцыянер Люцыян Узенбла, фатограф Ян Булгак, мастак Генрых Вейсенгоф, мастак Ігнат Урублеўскі, ігуменскі павятовы маршалак Уладзімір Уладзіміравіч Сталяроў, княгіня Радзівіл, сваякі і маянткоўцы-суседзі (Ельскія, Ратынскія, Ваньковічы, Грушвіцкія, Уняхоўскія і г.д.) і інш. Пераважаюць аўтаграфічныя запісы на польскай мове. На беларускай мове пакінулі запісы толькі дзве асобы — Мітрафан Доўнар-Запольскі і Леў Францішак Ельскі (траюрадны брат Аляксандра Ельскага). Апошні запіс у «Кнігу для запісу…» зроблены 15 жніўня 1915 г. Цяпер гэтая кніга знаходзіцца ў Нацыянальнай бібліятэцы ў Варшаве ў аддзеле рукапісаў. Многія знакамітыя наведнікі музея азнаёміліся з музейнай калекцыяй яшчэ да з'яўлення «Кнігі для запісу…», таму іх аўтографы адсутнічаюць: Тадэвуш Корзан, Уладзімір Спасовіч, Бялінскі, Дубецкі, Сакалоўскі, Меет, Роле, Дыкштэйн.
Музей, аднак, не захаваўся да нашага часу, бо большая частка збору загінула ў часы грамадзянскай вайны ў 1917—1921 гг. у беларускіх землях. Зберагліся толькі тыя рукапісы, экспанаты і малюнкі, якія ў 1900 г. сам Ельскі падараваў Ягелонскаму ўніверсітэту ў Кракаве, — каля 20 000 адзінак. Зберагліся некаторыя рукапісы, якія Ельскі падараваў у 1907 г. архіву Таварыства сяброў навук у Вільні (эпісталярная спадчына Адама Кіркора). Частка рукапісных і кніжных збораў трапіла ў музеі і архівы Мінска (у Беларускім дзяржаўным архіве-музеі літаратуры і мастацтва ёсць невялічкі фонд Ельскага, матэрыялы якога былі перададзены пасля Другой сусветнай вайны з Масквы) і Варшавы (фонд Прозараў і Ельскіх у Галоўным архіве старажытных актаў). Частка рукапісаў Ельскага знаходзіцца ў фондзе папер Мітрафана Доўнар-Запольскага ў Цэнтральным гістарычным архіве Украіны ў Кіеве, а рукапіс Ельскага «Паведамленне пра беларускія казанні» — у Цэнтральным гістарычным архіве Украіны ў Львове.
Сярод ідэйных спадкаемцаў, якіх паспеў выхаваць Аляксандр Ельскі, быў і яго пляменнік — Вільгельм Ельскі (1867—1919), сын Уладзіміра Людвікавіча Ельскага (1820—1875), — які добра гаспадарыў у маёнтку Ігнацічы (Мінская губерня) і вывеў у маёнтку новую пароду кароў, назваўшы яе «літоўска-беларускай». Вільгельм Ельскі з прыбыткаў свайго маёнтка запланаваў пабудаваць музей у Мінску, праект якога ўжо быў выкананы ў 1919 г. мастаком Ігнатам Урублеўскім. Аднак рэалізаваць праект пабудовы музея ў Мінску перашкодзілі падзеі грамадзянскай вайны ў Беларусі ў 1917—1921 гг. і смерць Вільгельма Ельскага ў 1919 г.

## Смерть і поховання

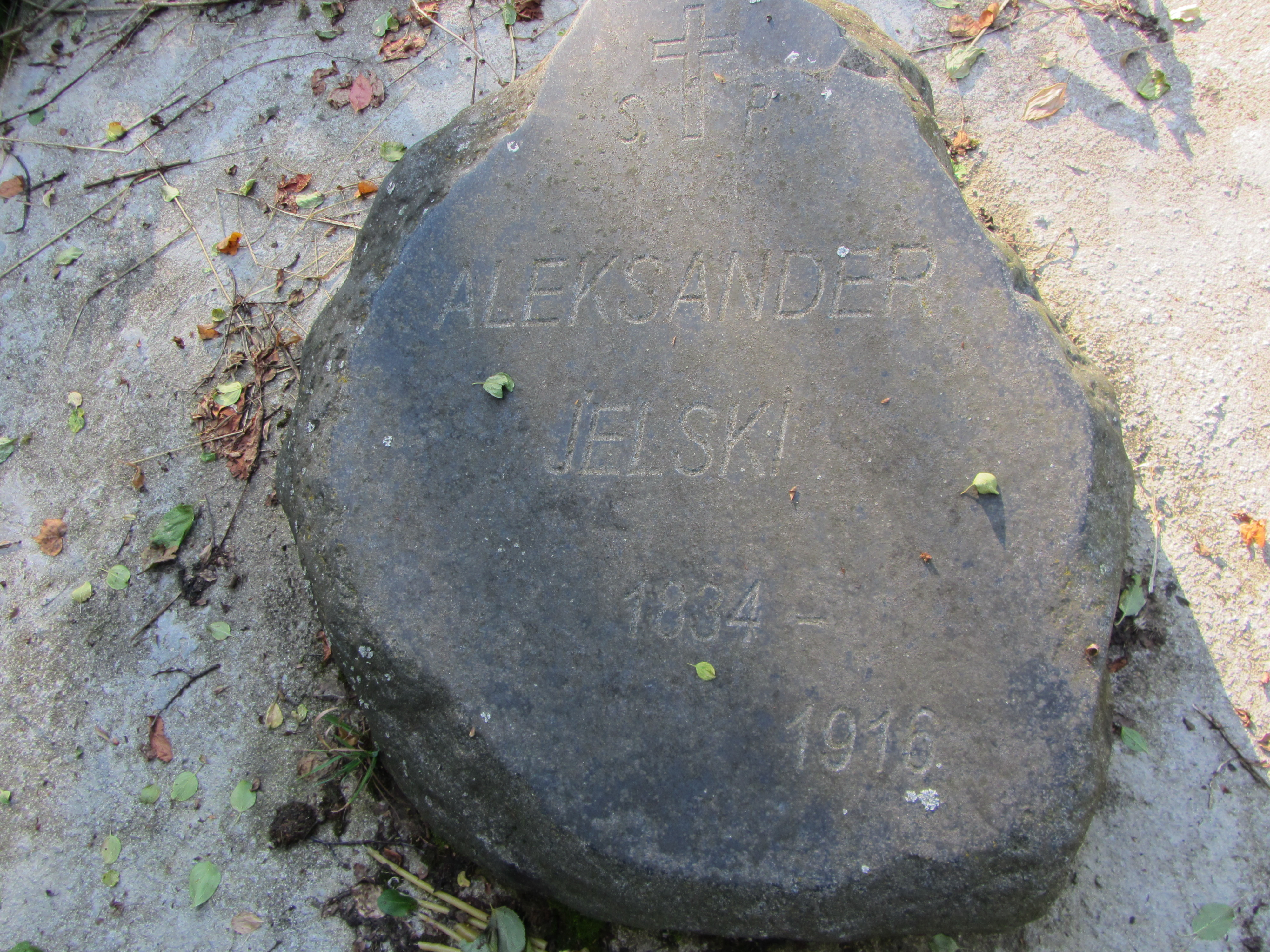
Пам'ятник (могильна плита) на могилі Олександра Єльського на сімейному похованні Ельських в урочищі Кобань. Фото 2014 р.

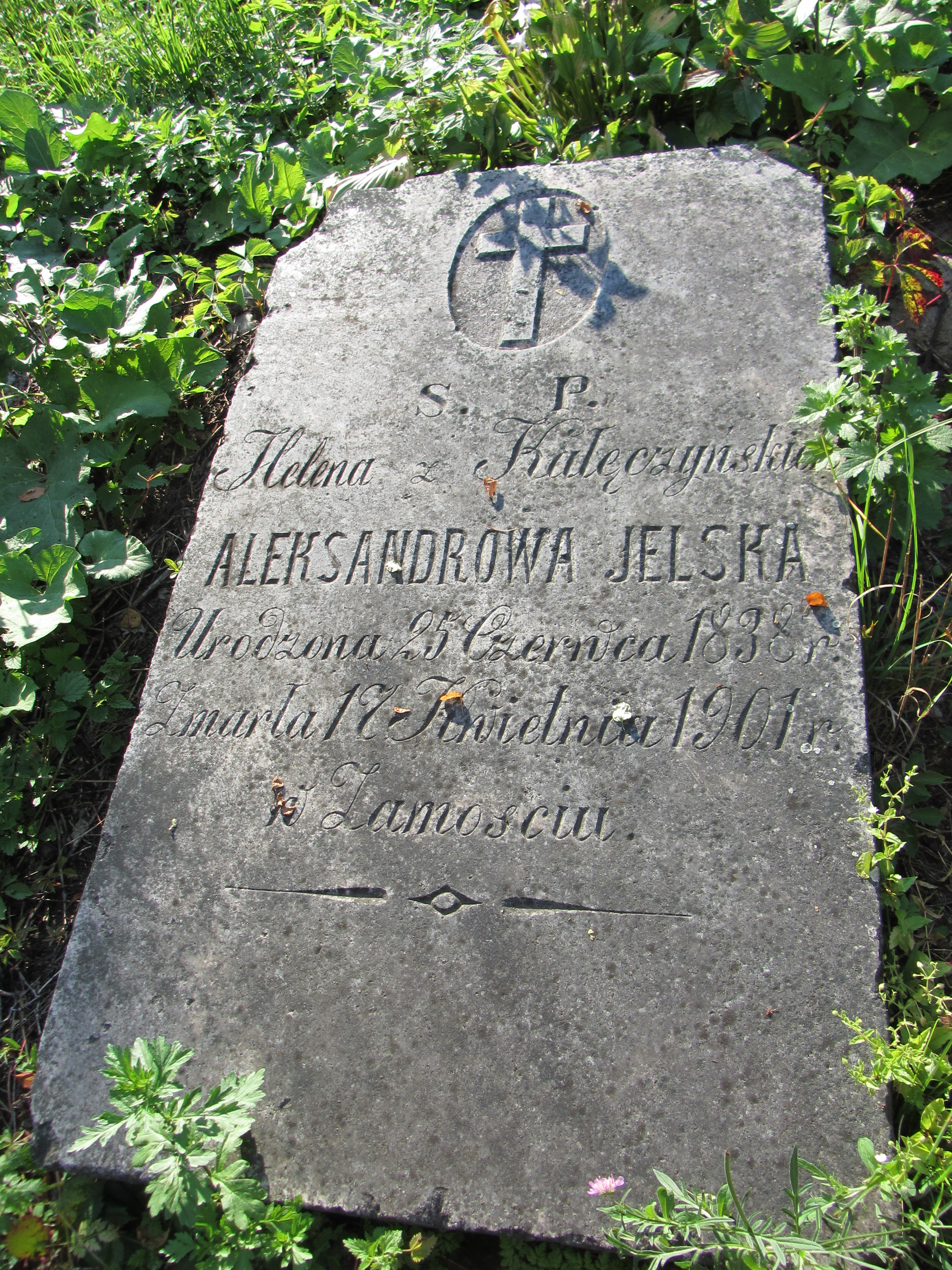
Пам'ятник (могильна плита) на могилі Гелени Ельської (з роду Калячинскіх) на сімейному похованні Ельських в урочищі Кобань. Фото 2014 р.

Перад смерцю Аляксандр Ельскі цяжка захварэў, але прасіў, каб лекара не звалі, кажучы: «Ніводзін Ельскі не пражыў болей чым 82 гады». Прасіў, каб пахавалі сціпла, без марнатраўства.
Невядома, ці захаваўся тэстамент Аляксандра Ельскага. Вядома толькі, што Ельскі шкадаваў, што расійскія законы не дазваляюць яму споўніць сваю старую задуму: усе свае грошы памясціць такім спосабам, каб за іх пасля смерці Ельскага можна было наладзіць карысную для вакольных вёсак установу — ратунковы камітэт, бальніцу ці іншую дапаможную грамадскую ўстанову
Памёр 27 жніўня (10 верасня) 1916 г. у сваім маёнтку Замосце (Ігуменскі павет, Мінская губерня, Расійская імперыя) і быў пахаваны на сямейным пахаванні сям'і Ельскіх ва ўрочышчы Кобань (каля вёскі Дудзічы), дзе знаходзяцца магілы ў тым ліку бацькоў Аляксандра Ельскага — Караля Ельскага і яго жонкі Гелены. У апошні шлях нястомнага гаспадара маёнтка Замосце праводзіў у большасці сваёй мясцовы люд.
З цягам часу дакладнае месца пахавання Аляксандра Ельскага на ўзгорку ва ўрочышчы Кобань згубілася і не знойдзена дагэтуль; магільная пліта была зрушана і не адпавядае месцу пачатковага пахавання Аляксандра Ельскага

## Вшанування пам'яті

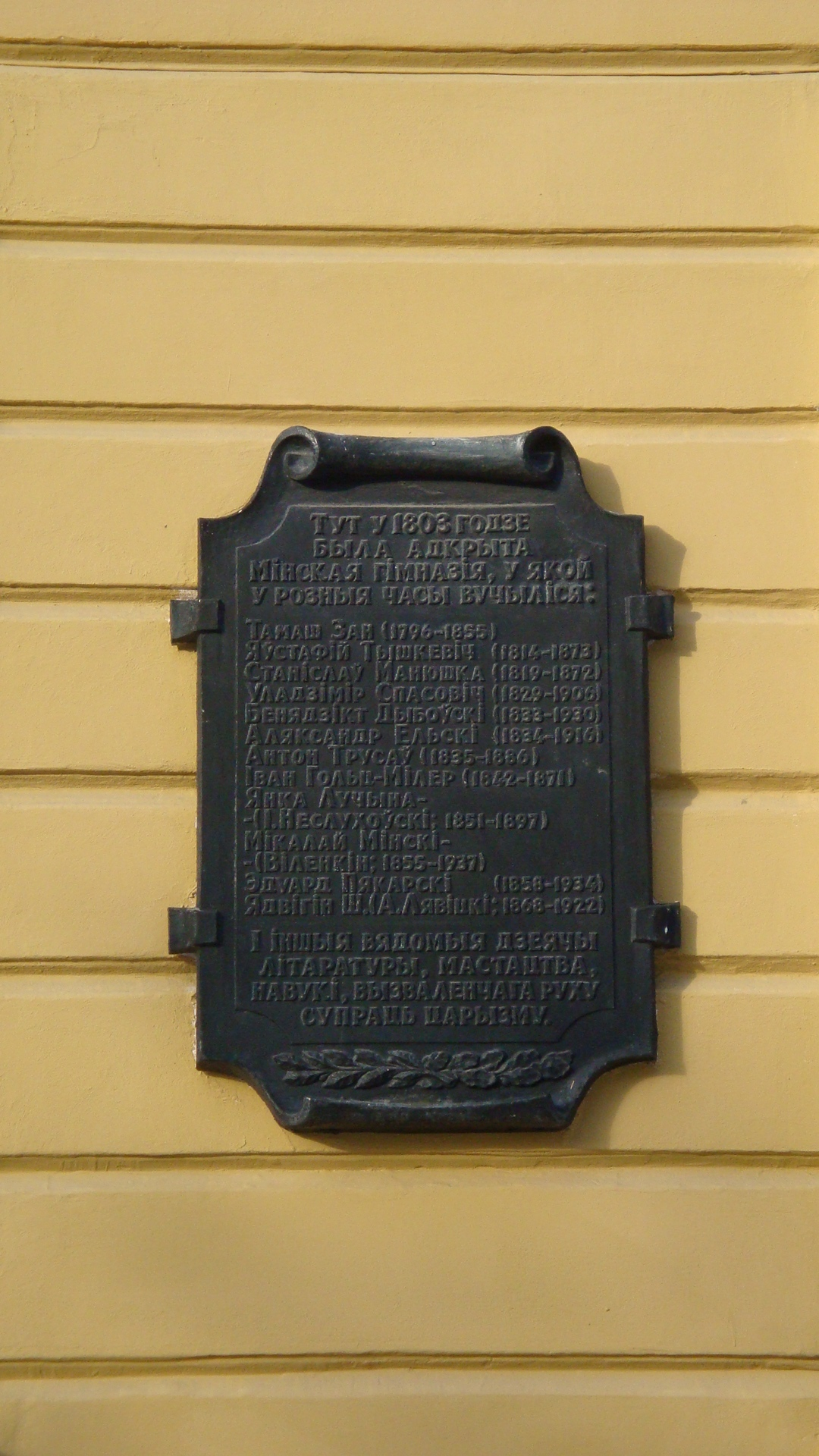
Меморіальна дошка на колишній будівлі мінської гімназії, де навчався Олександр Ельський. Фото 2008

Мастак Ігнат Урублеўскі зрабіў у 1888 г. прыжыццёвы малюнак-партрэт Аляксандра Ельскага. З гэтага малюнка пазней быў адліты памятны медаль Аляксандра Ельскага.
Пасля смерці Аляксандра Ельскага Антон Луцкевіч апублікаваў у канцы 1916 г. у віленскай беларускамоўнай газеце «Homan» («Гоман») свой некралог «Аляксандр Ельскі», у якім пахвальна ацаніў дзейнасць Ельскага і падзячыў за маральную і фінансавую падтрымку новаму пакаленню дзеячоў беларускамоўнай культуры: «Ельскі шчыра кахаў родны край і лічыў, што павіннасць жыхароў нашай зямліцы — працаваць дзеля лепшай долі гэтай апошняй. Яшчэ ў 80-х і 90-х гадах ён пісаў аб гэтым у стаццях, друкаваных у пецярбурскай польскай газеце „Kraj“. <…> не маючы прылучыць свае слабеючыя сілы да работы „маладых“, ён у пастаяннай перапісцы з імі пасылаў ім свае ўвагі і рады, прызываючы да асцярожнасці, разважлівасці і хрысціянскага мілавання нават сваіх ворагаў. Калі ж для грамадкі беларускіх працаўнікоў наступалі цяжкія моманты, ён спяшаўся і з матэрыяльнай помаччу, давяраючы ім свае зберажоныя грошы».
Рамуальд Зямкевіч у 1919 г. напісаў пра значнасць асобы Аляксандра Ельскага: «Будучы гісторык краю, калі будзе штудзіраваць заняпад беларускага народа ў часе цёмнай цемры рэакцыі, ад 1861 да 1905 г., не можа абмінуць ніводнага друкаванага радка Ельскага. Гэта быў у поўным значэнні маянтковец-грамадзянін, светлая памяць якога асабліва павінна быць шанавана беларусамі». Бо толькі Маніфест 17 кастрычніка 1905 года, выдадзены расійскім імператарам у ходзе агульнарасійскай рэвалюцыі 1905—1907 гадоў, прадаставіў свабоду выкарыстання любой мовы і свабоду друку ў Расійскай Імперыі, што значна паскорыла працэс фарміравання прафесійнай беларускамоўнай мастацкай культуры.
Выйшлі ўспаміны пляменніка Аляксандра Ельскага — Уладзіслава Ельскага (1859—1946) «На зямлі продкаў», дзе між іншым згадваецца Аляксандр Ельскі, падрабязнасці яго жыцця і дзейнасці, і ўзнаўляецца радавод Ельскіх. Апублікаваны рэестр (зроблены ў асноўным па памяці ўнукам пісьменніка — Генрыхам Ельскім) калекцый Аляксандра Ельскага.
У наш час беларускае прыватнае выдавецтва надрукавала два нотныя зборнікі пад назвай «Музыка сям'і Ельскіх» (Караля, Міхала і Аляксандра Ельскіх), а пазней была запісана і аўдыёкасета «Музыка сям'і Ельскіх».
У Мінску (Беларусь) на будынку былой мінскай класічнай гімназіі размешчана мемарыяльная дошка з пералікам знакамітых навучэнцаў, дзе ёсць і імя Аляксандра Ельскага.

## Музей «Дудутки»
У нинішній Білорусі життя і творчість Олександра Ельського зазвичай цікавило лише фахівців і аматорів, але останнім часом, із зростанням популярності музею матеріальної культури «Дудутки» (старовинна назва маєтку Дудич), Олександром Ельським стали цікавитися значно більше.

## Вислови Олександра Ельського
- «Рідна мова в докладному значенні є найулюбленішою спадщиною нації; через її посередництво найлегше проникнути в душу нації, торкнутися почуття, прояснити розум, підштовхнути відповідну думку, закликати до дії, боротися з пристрастями, творити добро!» (біл."Родная мова ў дакладным значэнні ёсць самая любімая спадчына нацыі; праз яе пасрэдніцтва лягчэй за ўсё пранікнуць у душу нацыі, закрануць пачуцці, праясніць розум, падштурхнуць адпаведную думку, заклікаць да дзеяння, змагацца са страсцямі, стварыць дабрачыннасці!")[67].